# NGC 4534
NGC 4534 ist eine Spiralgalaxie vom Hubble-Typ Sd im Sternbild Canes Venatici am Nordsternhimmel. Sie ist schätzungsweise 37 Millionen Lichtjahre von der Milchstraße entfernt und hat einen Durchmesser von etwa 30.000 Lj.
Das Objekt wurde am 1. Mai 1785 von dem Astronomen William Herschel mithilfe seines 18,7 Zoll-Spiegelteleskops entdeckt.